# 견순
견순(甄舜, ? ~ ?)은 전한 말기의 관료로, 자는 자절(子節)이다.

## 행적
원연 원년(기원전 12년), 호군도위(護軍都尉)에서 태복으로 승진하였다.

## 출전
- 반고, 《한서》 권19하 백관공경표(百官公卿表) 下

| 전임 왕양 | 전한의 태복 기원전 12년 | 후임 범륭 |